# Wikipédia en breton
Wikipédia en breton (en breton : Wikipedia e brezhoneg) est l’édition de Wikipédia en breton, langue celtique brittonique parlée en Bretagne en France. L'édition est lancée en juin 2004. Son code est : br.
Au 20 mars 2025, l'édition en breton contient 87 989 articles et compte 83 458 contributeurs, dont 99 contributeurs actifs et 5 administrateurs.
Les autres Wikipédia en langue celtique sont, pour les langues brittoniques, la Wikipédia en gallois qui compte 281 917 articles et la Wikipédia en cornique qui en compte 7 088 et, pour les langues gaéliques, la Wikipédia en irlandais qui compte 61 556 articles, la Wikipédia en mannois qui en compte 6 854 et la Wikipédia en gaélique écossais qui en compte 15 987.

## Historique

### Débuts

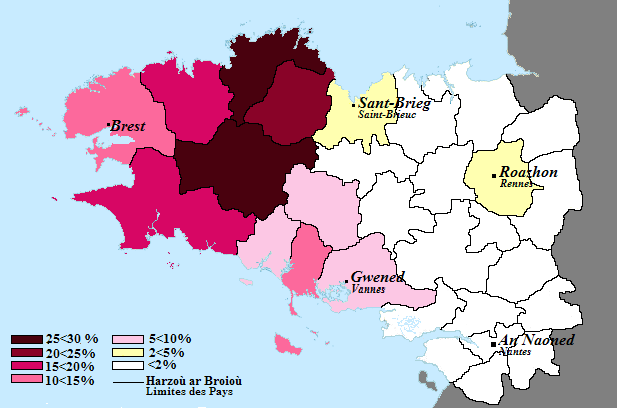
Aire de diffusion du breton au début des années 2000.

L'édition en breton de Wikipédia est créée en juin 2004, sous l'impulsion du britannique Robert Neal Baxter, professeur à l'université de Vigo en Espagne. Elle débute avec une dizaine d'articles et « décolle réellement » au début de l'année 2005. Certains contributeurs, comme Fulup Jakez, font partie de l'Office de la langue bretonne.
Au départ, la norme peurunvan est choisie, pour faciliter la participation des personnes apprenant le breton à l'école. Le message initial sur la page d'accueil invite d'ailleurs tous ceux qui ont des notions de breton à participer pour « étendre la pratique de la langue ».
En 2005, le site est alimenté par quatre ou cinq contributeurs réguliers. En novembre 2005, le message en page d'accueil est davantage semblable à celui que l'on trouve sur les autres versions linguistiques de Wikipédia, « plus sobre, plus neutre, plus consensuelle ». Des discussions ont lieu pour traduire en breton de nouveaux termes, comme celui d'encyclopédie. Après plusieurs débats et un vote, c'est finalement le terme holloueziadur qui est choisi par la communauté en mars 2006, remplaçant le mot initial kelc’hgeriadur, jugé difficile à prononcer et trop proche du mot geriadur, « dictionnaire ». De même, l'alternative añsiklopedi est rejetée car calquée sur le français.
Les discussions entre contributeurs sont centralisés sur une page appelée Ti-chopin, puis renommée An Davarn (la taverne).

### Développement
La plupart des contributeurs commencent par des petites modifications, corrections d'orthographe ou d'informations, avant de se lancer dans des éditions plus importantes ou bien la rédaction d'articles. Certains découvrent Wikipédia tandis que d'autres ont déjà une bonne connaissance du fonctionnement du site et de ses règles, car actifs sur la Wikipédia en français. La plupart des contributeurs en langue bretonne contribuent également sur la Wikipédia francophone sur les sujets ayant trait à la Bretagne.
La dynamique de comparaison du nombre d'articles avec les autres versions linguistiques conduit à créer des listes (communes, voies de chemin de fer, dates...) qui n'est pas forcément en « adéquation [avec] les besoins des lecteurs-usagers ». Ainsi, en 2010, 63% des articles font plus de 500 octets, une proportion qui monte à 87% sur la version francophone de l'encyclopédie.
En 2010, Wikipédia en breton compte 30 000 articles et 300 personnes y font au moins une édition par mois ; le site est principalement alimenté par une trentaine de contributeurs et contributrices, dont plusieurs soulignent l'importance de cette édition de Wikipédia pour faire vivre la langue bretonne.
En 2011, plus de la moitié des utilisateurs inscrits n'ont effectué qu'une seule modification. La très grande majorité (90%) des modifications et ajouts sont réalisées par 5,8% des contributeurs. Trois-quarts des articles ont été créés par huit contributeurs, dont un qui a réalisé le quart des articles à lui seul. Cette concentration n'est toutefois pas propre à l'édition en breton, mais touche toutes les versions de Wikipédia, et est d'autant plus importante que le nombre total de contributeurs est restreint.
Au cours de son histoire, la langue bretonne a été rarement enseignée, et à partir des années 1950, la transmission intergénérationnelle de la langue s'interrompt. À partir des années 1980, le breton commence à être enseigné à l'école (école diwan notamment), donnant naissance à de nouvelles générations de locuteurs. Néanmoins, la majorité des bretonnants sont âgés, et par conséquent ne maîtrisent pas forcément l'outil informatique. Ainsi, il existe une barrière à l'entrée pour participer à Wikipédia : il faut à la fois être à l'aise avec le maniement d'un ordinateur et l'édition de Wikipédia, ses règles et ses codes ; avoir des connaissances précises dans différents domaines (science, histoire, géographie, etc) ; et enfin, avoir une bonne maîtrise du breton. Pour Blanchard, « la difficulté de cumuler les trois compétences peut créer un obstacle dissuasif ».

## Débats
Les wikipédistes ont débattu de la norme orthographique à utiliser : le breton dialectal, tel qu'il est parlé, ou bien une des normes utilisées dans l'enseignement, voire une orthographe phonétique rattachée à aucune norme existante ? Ces discussions provoquent des réactions parfois passionnées, et entraînent le départ de certains contributeurs. Au départ, le conflit est tranché en proposant deux versions selon chaque norme orthographique, même si cela est rapidement abandonné. Il est proposé d'utiliser des redirections avec les différents orthographes du même mot. Toutefois, cette solution s'avère peu efficace.
Les débats autour de la norme orthographique sont très vifs la première année du projet, en 2005, et reviennent régulièrement lors d'emploi de néologismes. Ils traduisent « un clivage des représentations » autour de la langue bretonne. Au bout de six mois, une page dédiée à la norme langagière utilisée est créée. La norme peurunvan s'impose peu à peu, car c'est la plus répandue parmi les productions écrites ainsi que sur internet.
Les emprunts sont également sources de discussions importantes. Plusieurs contributeurs souhaitent en effet éviter les calques du français, ou s'interrogent sur la façon la plus appropriée de reproduire à l'écrit en breton des sons venus d'autres langues. Pour le linguiste Jean-François Blanchard, les contributeurs sont amenés à « [effectuer] un travail linguistique qui se rapproche d’une situation de langue institutionnalisée par l’État »

## Statistiques
- En juin 2015, l'édition en breton compte 54 178 articles, 34 547 utilisateurs.
- Le 14 février 2018, elle compte 63 870 articles, 47 976 utilisateurs, 97 utilisateurs actifs[N 1] et 7 administrateurs[17].
- Le 26 février 2020, elle compte quelque 67 751 articles, 57 685 utilisateurs, 96 utilisateurs actifs et 4 administrateurs[17].
- Le 24 septembre 2022, elle contient 74 310 articles et compte 70 720 contributeurs, dont 92 contributeurs actifs et 6 administrateurs.
- Le 13 août 2024, elle contient 86 647 articles et compte 80 521 contributeurs, dont 105 contributeurs actifs et 5 administrateurs.